# Índice de resfriamento

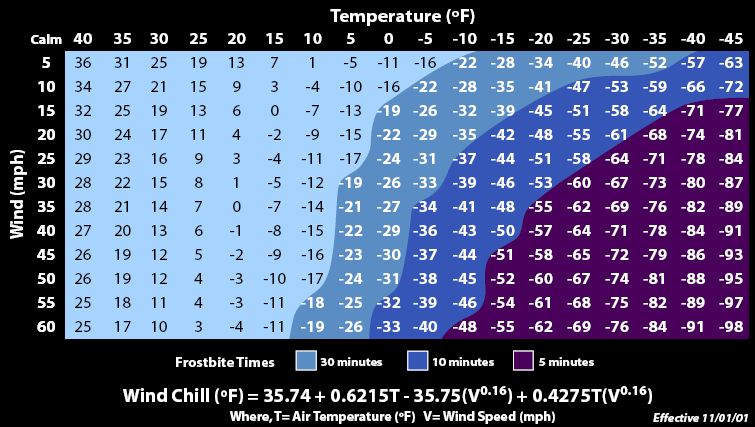
Diagrama com as temperaturas de sensação térmica para determinadas temperaturas do ar em relação com a velocidade do vento.

O Índice de resfriamento, ou ainda (índice de) resfriamento pelo vento (do inglês Wind chill) é a temperatura aparente sentida pela pele exposta, devido a uma combinação entre a temperatura do ar e a velocidade do vento. Calculado com as equações usuais, o índice de resfriamento é sempre inferior à temperatura do ar.

## Explicação
O corpo perde calor principalmente por meio de convecção e evaporação. A taxa de perda de calor por uma superfície depende da velocidade do vento sobre essa superfície: quanto maior a velocidade, mais rápido o resfriamento. Para objetos inanimados, o efeito do vento é reduzir mais rapidamente a temperatura de objetos mais quentes à do ambiente. O vento não pode, contudo, reduzir a temperatura de objetos à uma temperatura inferior à do ambiente, independentemente de sua velocidade. Para organismos biológicos que apresentam uma resposta fisiológica de manutenção de temperatura, a perda de calor acelerada leva a uma percepção de temperatura mais baixa que a real e pode elevar os riscos de efeitos adversos, como congelamento e morte.
| | 10 °C | 5 °C | 0 °C | -5 °C | -10 °C | -15 °C | -20 °C | -25 °C | -30 °C | -35 °C | -40 °C | -45 °C | -50 °C |
| --- | ----- | ---- | ---- | ----- | ------ | ------ | ------ | ------ | ------ | ------ | ------ | ------ | ------ |
| 10 km/h | 8,6   | 2,7  | -3,3 | -9,3  | -15,3  | -21,1  | -27,2  | -33,2  | -39,2  | -45,1  | -51,1  | -57,1  | -63,0  |
| 15 km/h | 7,9   | 1,7  | -4,4 | -10,6 | -16,7  | -22,9  | -29,1  | -35,2  | -41,4  | -47,6  | -51,1  | -59,9  | -66,1  |
| 20 km/h | 7,4   | 1,1  | -5,2 | -11,6 | -17,9  | -24,2  | -30,5  | -36,8  | -43,1  | -49,4  | -55,7  | -62,0  | -69,3  |
| 25 km/h | 6,9   | 0,5  | -5,9 | -12,3 | -18,8  | -25,2  | -31,6  | -38,0  | -44,5  | -50,9  | -57,3  | -63,7  | -70,2  |
| 30 km/h | 6,6   | 0,1  | -6,5 | -13,0 | -19,5  | -26,0  | -32,6  | -39,1  | -45,6  | -52,1  | -58,7  | -65,2  | -71,7  |
| 35 km/h | 6,3   | -0,4 | -7,0 | -13,6 | -20,2  | -26,8  | -33,4  | -40,0  | -46,6  | -53,2  | -59,8  | -66,4  | -73,1  |
| 40 km/h | 6,0   | -0,7 | -7,4 | -14,1 | -20,8  | -27,4  | -34,1  | -40,8  | -47,5  | -54,2  | -60,9  | -67,6  | -74,2  |
| 45 km/h | 5,7   | -1,0 | -7,8 | -14,5 | -21,3  | -28,0  | -34,8  | -41,5  | -48,3  | -55,1  | -61,8  | -68,6  | -75,3  |
| 50 km/h | 5,5   | -1,3 | -8,1 | -15,0 | -21,8  | -28,6  | -35,4  | -42,2  | -49,0  | -55,8  | -62,7  | -69,5  | -76,3  |
| 55 km/h | 5,3   | -1,6 | -8,5 | -15,3 | -22,2  | -29,1  | -36,0  | -42,8  | -49,7  | -56,6  | -63,4  | -70,3  | -77,2  |
| 60 km/h | 5,1   | -1,8 | -8,8 | -15,7 | -22,6  | -29,5  | -36,5  | -43,4  | -50,3  | -57,2  | -64,2  | -71,1  | -78,0  |
| Os campos azuis indicam a possibilidade de congelamento (frostbite em inglês) em 30 minutos ou menos. A referência para risco de congelamento é a pele a uma temperatura de -4,8 °C, quando cerca de 5% das pessoas sofrem do fenômeno. |       |      |      |       |        |        |        |        |        |        |        |        |        |